# Lijst van Taiwanese autosnelwegen

Het Taiwanese autosnelwegnet

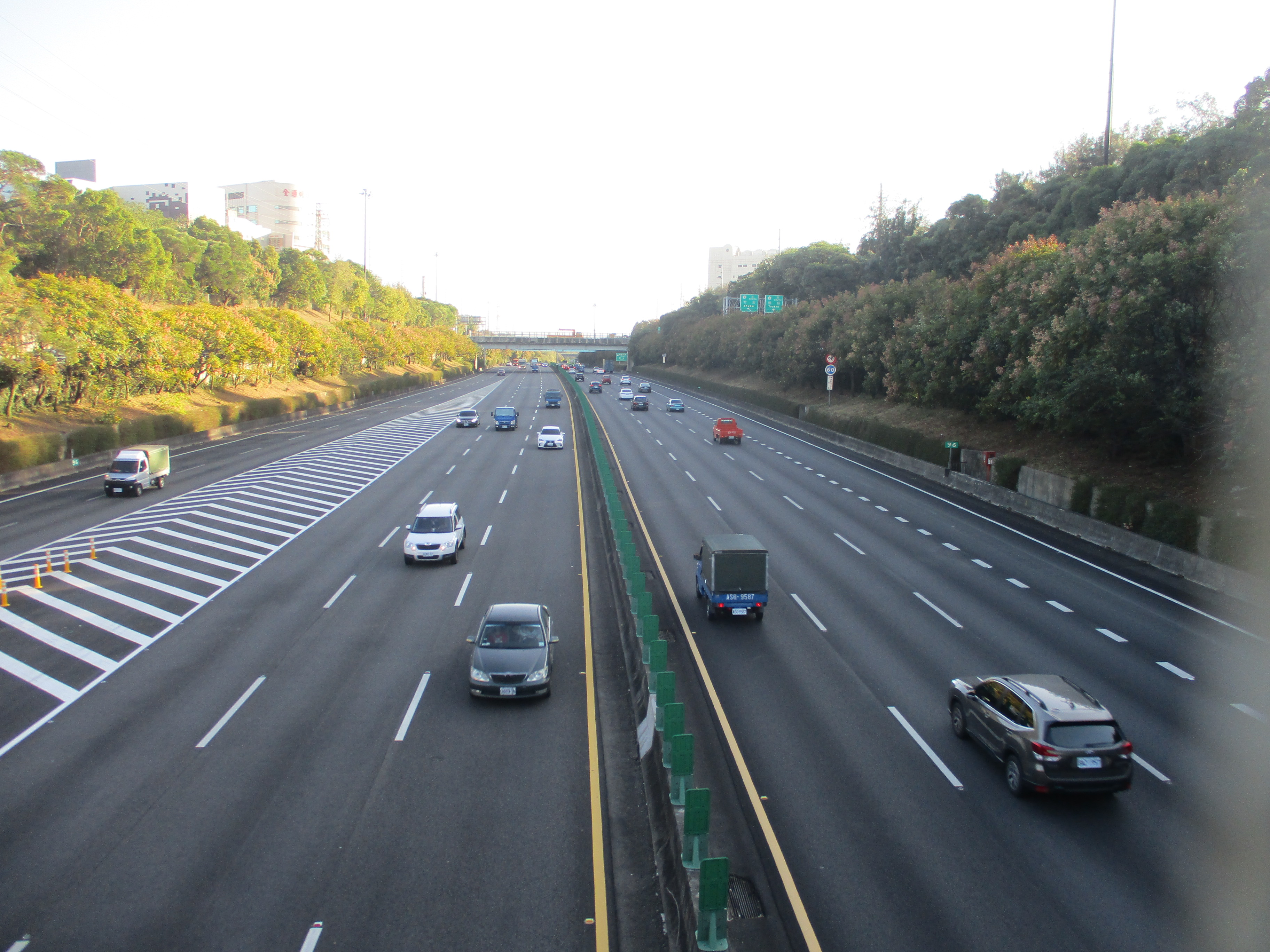
Taiwanese autosnelweg

Hieronder volgt een lijst van autosnelwegen (Chinees 國道, Guódào, nationale weg) in Taiwan. De eerste autosnelweg werd aangelegd in 1964 tussen Keelung en Taipei.
| Wegnummer | Naam                |
|           | National Freeway 1  |
|           | National Freeway 2  |
|           | National Freeway 3  |
|           | National Freeway 3A |
|           | National Freeway 4  |
|           | National Freeway 5  |
|           | National Freeway 6  |
|           | National Freeway 7  |
|           | National Freeway 8  |
|           | National Freeway 10 |
| --------- | ------------------- |

Behalve de nationale autosnelwegen bestaan er ook bepaalde provinciale wegen die zijn uitgebouwd tot autosnelweg ((省道快速公路, Shěngdào kuàisù gōnglù, provinciale autosnelwegen). Zij hebben een wit wegnummer op een rode achtergrond.
National Freeway 1 ·
National Freeway 2 ·
National Freeway 3 ·
National Freeway 3A ·
National Freeway 4 ·
National Freeway 5 ·
National Freeway 6 ·
National Freeway 7 ·
National Freeway 8 ·
National Freeway 10